# (4365) Иванова
(4365) Иванова (лат. Ivanova) — астероид из группы главного пояса. Он был открыт 7 ноября 1978 года астрономами Элеанорой Хелин и Шелте Бас в  Паломарской обсерватории и назван в честь болгарского астронома Виолеты Ивановой.

Орбита астероида Иванова и его положение в Солнечной системе